# Carlos Bunga
Carlos Bunga (Porto, Portugal, 1976) és un artista portuguès conegut per les seves instal·lacions fetes amb materials industrials com el cartró, la cinta adhesiva y la pintura que qüestionen l’arquitectura com a llenguatge del poder així com altres inèrcies arrelades a ella, com l’ordre o la solidesa.
En el seu treball el què és èpic i el què és quotidià van sempre de la mà.
Viu i treballa a Barcelona.

## Biografia
Carlos Bunga neix a Porto el 1976 on viu amb la seva mare i germans. El 1978 són traslladats a l'antiga presó del Forte de Peniche, transformada en un centre d'acollida per a refugiats, i on viuen durant cinc anys fins a ser traslladats a un habitatge de protecció oficial a la mateixa àrea.
El 1998, amb vint-i-tres anys, inicia els seus estudis de Belles Arts a l'Escola Superior de Disseny de Caldas de Rainha. El 2003 guanya el premi EDP Novos Artistas que es presenta a la Fundació Serralves, l’any següent participa a la Manifesta 5 a Sant Sebastian, Espanya (2004), sent aquesta la primera vegada que participa en una exposició internacional.

## Obra

### Superfície
L'interès de Bunga vers les arts plàstiques s'inicia amb la pintura sent estudiant de la facultat de Belles Arts. “La pintura és directament o indirectament present en tots els meus treballs. És la base del meu pensament, un lloc multifacètic, ple de capes, perspectives i olors”, va dir l'artista. Des dels inicis, treballa la pintura en la seva versió expandida, fet que permet crear ambients policromàtics on la pintura s'experimenta amb el cos.

### Espai
Les installacions site-specific sorgeixen de l’experiència directa amb l’espai de treball. No existeix un projecte predeterminat, dissenyat o planejat prèviament per ser construït, són obres que resulten de la confrontació i el diàleg amb l'arquitectura que les allotja i a partir de l'ús de materials humils i de baix cost construeix arquitectures transitòries i precàries que creen a una ficció amb l'arquitectura preexistent, alterant la circulació i la percepció d’espais interiors específics.
“Cada nova obra s'alimenta de l'anterior, reincorpora velles textures, repensa els cromatismes, reconfigura l'escala, etc., cada nou site-specific té una relació dialògica amb les seves obres anteriors. De manera que cada nou projecte ens orienta cap a un problema que es manté en tota la seva pràctica: com una nova vida és possible." Chus Martínez.
En diverses ocasions les instal·lacions es presenten com una arquitectura que desafia una altra arquitectura, que la fragmenta per tornar-la a veure. Un cop finalitzats aquests projectes, ells donen origen als conjunts de dibuixos que sorgeixen com una cerca sobre les possibilitats conceptuals i de superació de les restriccions formals i espacials del propi espai. A mode de quaderns del post projecte.

### Acció
Bunga, influenciat als inicis de la seva carrera pel Grup Gutai, sovint realitza intervencions sobre les seves instal·lacions site-specific, accelerant el procés de transformació o decadència de la pròpia peça i accentuant el contrast i la tensió entre el procés de construcció que sol tindre una durada aproximada de dues o tres setmanes i el de transformació que dura menys d'una hora. El seu treball està basat en un complex sistema de temps, oscil·lant entre temporalitats alterades i acceleracions sobtades. Accelerant el cicle de vida de les seves construccions, Bunga emfatitza la fragilitat i la inestabilitat de l'arquitectura que alhora funciona com una metàfora de la pròpia vida. El caràcter efímer de molts dels seus treballs i la fragilitat revelada de les seves construccions, provoquen immediatament evocacions de caràcter literari i associacions a qüestions relatives al paisatge urbà i social.

### Objecte
La sèrie de maquetes titulades Sense títol. Maqueta (2002) són els primers treballs de Bunga on explora el seu interès per l'arquitectura; ràpidament comença a tenir una relació problemàtica amb aquestes arquitectures impossibles i comença a jugar amb l'escala per aconseguir fer aquestes maquetes a escala 1:1, maquetes a escala humana, construïdes com a pintures, a tall d'instal·lacions tridimensionals d'idees visuals. Bunga també realitza intervencions en el mobiliari domèstic, creant una relació diferent amb aquestes dues realitats. En altres treballs més recents, els objectes esdevenen elements de la nostra imaginació com són els Capolls (2017) realitzats en ceràmica o cartró, en els quals es manifesta novament el seu interès per la idea de transformació tel·lúrica.

## Exposicions
Bunga realitza la seva primera exposició individual a la Galeria Elba Benítez a Madrid (2005). El 2007 el seu treball és inclòs a l'exposició Unmonumental al New Museum de Nova York, curada per Massimiliano Gioni, Richard Flood i Laura Hoptman. El 2009 el Miami Art Museum presenta la primera exposició en un museu americà, posteriorment realitza projectes al Hammer Museum de Los Angeles (2011), el Museu d'Art Contemporani de Detroit, MOCAD, (2017), entre d'altres, així com en museus llatinoamericans com la Pinacoteca de Sao Paulo (2012) o el Museu d'Art de la Universitat Nacional de Colòmbia (2015).
També ha realitzat nombroses exposicions individuals a museus europeus, com ara el Museu de Serralves de Porto (2012), Haus Konstruktiv de Zurick (2015), Museu d'Art Contemporani de Barcelona, MACBA, de Barcelona (2015), el Museu d'Art i Tecnologia de Lisboa on el seu treball va ser objecte d'estudi exhaustiu a l'exposició The Architecture of Life, curada per Iwona Blazwick, la Whitechapel de Londres (2020), la Secession de Viena (2021), la Schirn Kunsthalle de Frankfurt (2022) o el Palau de Cristall, Museu Centre d'Art Reina Sofia de Madrid (2022).
Participa en nombroses exposicions col·lectives, com la Biennal d'Arquitectura de Chicago (2015), la 29a Biennal de Sao Paulo (2010) i Manifesta 5 (2004).

## Residències
Des dels inicis de la seva trajectòria, ha realitzat nombroses residències internacionals: The Josef and Anni Albers Foundation, Glandore, (2022); The Watermill Center, Watermill (2017); MOCA Tucson, Tucson (2014); International Studio Curatorial Program (ISCP), Nova York (2006); Hèlsinki International Artist in Residence Program (HIAP), Hèlsinki (2005) o Aldaba Art Mèxic, Ciutat de Mèxic (2007), entre d'altres.

### Llibres d'artista
- Yuxtaposiciones. Textos per Manuel Guerrero i Paulo Miyada. 2022, Tinta Invisible, Barcelona.
- Future Earth. Colouring Book. 2021, Glynn Vivian Art Gallery, Swansea.
- DNA Vol.2. 2020, Artphilein Editions, Lugano.
- Secession. Textos por Ainhoa González. 2020, Revolver Publishing, Berlin.
- Nomad. 2019, Fundação Carmona e Costa, Lisbon.
- Carlos Bunga: Time / Temporality. 2017, Cru, Barcelona.
- DNA. 2015, Artphilein Editions, Lugano.

### Publicacions
- Carlos Bunga: Something Necessary and Useful. Editado per Emily Butler. 2020, Whitechapel Gallery, Londres.
- The Architecture of Life: Environments, Sculptures, Paintings, Drawings and Films. Editado per Iwona Blazwick. Textos per Iwona Blazwick, Carlos Bunga, Nuno Faria, Inês Grosso i Antony Hudek. 2019, Ediciones Polígrafa, Barcelona.
- Carlos Bunga. Textos per Adam Budak, João Fernandes, Marta Jecu, Ricardo Nicolau i María Inés Rodrígues. 2014, Serralves, Berlin.
- Carlos Bunga. Textos per Cecilia Delgado Masse, Alejandra Labastida. 2013, MUAC-UNAM, Ciutat de Mèxic.
- Carlos Bunga: A temporalidade do espaço. Textos per Cecilia Alemani, Filipa Oliveira, Nab Haq i Marta Jecu. 2010, Espaço Avenida, Lisbon.
- Carlos Bunga. Milton Keynes Project. Editado per Emma Dean, i Michael Stanley. 2007, Milton Keynes Gallery, Milton Keynes.[10]